# Rozloučení navždy (Hvězdná brána)
Rozloučení navždy je 10. epizodou 3. řady sci-fi seriálu Hvězdná brána.

## Děj
SG-1 zachraňuje skupinu Abydosanů včetně Kasufa. Dr. Jackson se opět setkává se Sha're/Amaunet. Zatímco SG-1 bojuje s armádou Jaffů, Jackson jde do stanu za Amaunet a ptá se jí kde má syna. Amaunet se jej pokusí zabít "ozbrojenou rukou". V okamžiku, kdy Jackson upadá do bezvědomí, vstupuje Teal'c a zabije Amaunet tyčovou zbraní.
V SGC se Jackson probouzí na ošetřovně. Zpočátku si nic nepamatuje, ale Teal'c mu řekne, že musel zabít jeho ženu Sha're, aby mu zachránil život. Jackson odmítá věřit, že je jeho žena mrtvá, dokud mu neukáží její tělo, které vzali na základnu, aby mohla být později pohřbena podle Abydosanských tradic. Daniel obviňuje Teal'ca a ostatní, že nenechali Sha're na planetě, kde by ji našli Jaffové a dali do sarkofágu. Je mu však řečeno, že nezbyl nikdo, kdo by to mohl udělat, protože pozemšťané zvítězili.
Když Jackson usne, zjeví se mu ve snu Sha're, která mu říká, že mu přišla říct o synovi. Dříve než může pokračovat se Jackson probudí. Když zjistí, že to byl jen sen, a že Sha're je opravdu mrtvá, předává Jackson svou rezignaci generálu Hamondovi a začíná si balit věci. Teal'c se přicházi Jacksonovi omluvit, ale ten jeho omluvu nepříjmá.
Následující dny se Jacksonovi začne zjevovat ve snech Sha're stále častěji. Jackson postupně ze snů zjišťuje, co mu chce Sha're sdělit. Jackson se musí vrátit do SGC, najít jejího syna, který je Harcesis a musí také odpustit Teal'covi.
Když se Jackson prubudí jde za Teal'cem a ten mu vysvětlí co mu Sha're řekla o Harcesisovi. Teal'c říká, že Harcesis je dítě dvou goa'uldských hostitelů. Tato forma reprodukce je mezi Goa'uldy zakázána pod trestem smrti a takové dítě musí být zabito.
Jackson nakonec Teal'covi odpustí a vrátí se k SGC. Jde na planetu, kde Sha're zemřela. Zde ji vidí naposled a Sha're mu řekne, že chlapec je ukryt na místě zvaném Kheb. Jackson jí slibuje, že jej najde.